# Кусиће
Кусиће је насеље у Србији у општини Велико Градиште у Браничевском округу. Према попису из 2022. било је 559 становника.
Овде се налази Воденица Војислава Стефановића у Кусићу.

## Демографија
У насељу Кусиће живи 600 пунолетних становника, а просечна старост становништва износи 43,0 година (40,9 код мушкараца и 45,0 код жена). У насељу има 177 домаћинстава, а просечан број чланова по домаћинству је 4,19.
Ово насеље је великим делом насељено Србима (према попису из 2002. године), а у последња три пописа, примећен је пад у броју становника.
|  |

| Демографија | Демографија | Демографија |
| Година      | Становника  | Становника  |
| ----------- | ----------- | ----------- |
| 1948.       | 1.184       |             |
| 1953.       | 1.171       |             |
| 1961.       | 1.095       |             |
| 1971.       | 1.092       |             |
| 1981.       | 999         |             |
| 1991.       | 952         | 880         |
| 2002.       | 742         | 849         |
| 2011.       | 686         |             |

| Етнички састав према попису из 2002.‍ | Етнички састав према попису из 2002.‍ | Етнички састав према попису из 2002.‍ | Етнички састав према попису из 2002.‍ | Етнички састав према попису из 2002.‍ |
| ------------------------------------ | ------------------------------------ | ------------------------------------ | ------------------------------------ | ------------------------------------ |
|                                      |                                      |                                      |                                      |                                      |
| Срби                                 | Срби                                 |                                      | 727                                  | 97,97%                               |
| Румуни                               | Румуни                               |                                      | 5                                    | 0,67%                                |
| Власи                                | Власи                                |                                      | 5                                    | 0,67%                                |
| Црногорци                            | Црногорци                            |                                      | 2                                    | 0,26%                                |
| Чеси                                 | Чеси                                 |                                      | 1                                    | 0,13%                                |
| Македонци                            | Македонци                            |                                      | 1                                    | 0,13%                                |
| непознато                            | непознато                            |                                      | 1                                    | 0,13%                                |

| Година пописа     | 1948. | 1953. | 1961. | 1971. | 1981. | 1991. | 2002. |
| ----------------- | ----- | ----- | ----- | ----- | ----- | ----- | ----- |
| Број домаћинстава | 234   | 225   | 227   | 212   | 205   | 199   | 177   |

| Број чланова      | 1  | 2  | 3  | 4  | 5  | 6  | 7  | 8 | 9 | 10 и више | Просек |
| ----------------- | -- | -- | -- | -- | -- | -- | -- | - | - | --------- | ------ |
| Број домаћинстава | 27 | 19 | 23 | 28 | 26 | 25 | 20 | 6 | 2 | 1         | 4,19   |

| Пол    | Укупно | Неожењен/Неудата | Ожењен/Удата | Удовац/Удовица | Разведен/Разведена | Непознато |
| ------ | ------ | ---------------- | ------------ | -------------- | ------------------ | --------- |
| Мушки  | 290    | 58               | 189          | 33             | 9                  | 1         |
| Женски | 324    | 44               | 190          | 70             | 15                 | 5         |
| УКУПНО | 614    | 102              | 379          | 103            | 24                 | 6         |

| Пол    | Укупно                    | Пољопривреда, лов и шумарство | Рибарство                            | Вађење руде и камена | Прерађивачка индустрија       |
| ------ | ------------------------- | ----------------------------- | ------------------------------------ | -------------------- | ----------------------------- |
| Мушки  | 196                       | 130                           | 0                                    | 0                    | 15                            |
| Женски | 161                       | 116                           | 0                                    | 0                    | 13                            |
| УКУПНО | 357                       | 246                           | 0                                    | 0                    | 28                            |
| Пол    | Производња и снабдевање   | Грађевинарство                | Трговина                             | Хотели и ресторани   | Саобраћај, складиштење и везе |
| Мушки  | 2                         | 8                             | 18                                   | 3                    | 5                             |
| Женски | 0                         | 2                             | 17                                   | 1                    | 0                             |
| УКУПНО | 2                         | 10                            | 35                                   | 4                    | 5                             |
| Пол    | Финансијско посредовање   | Некретнине                    | Државна управа и одбрана             | Образовање           | Здравствени и социјални рад   |
| Мушки  | 0                         | 0                             | 5                                    | 2                    | 1                             |
| Женски | 0                         | 0                             | 2                                    | 6                    | 3                             |
| УКУПНО | 0                         | 0                             | 7                                    | 8                    | 4                             |
| Пол    | Остале услужне активности | Приватна домаћинства          | Екстериторијалне организације и тела | Непознато            | Непознато                     |
| Мушки  | 1                         | 0                             | 0                                    | 6                    | 6                             |
| Женски | 1                         | 0                             | 0                                    | 0                    | 0                             |
| УКУПНО | 2                         | 0                             | 0                                    | 6                    | 6                             |